# Magyar Nemzeti Levéltár Komárom-Esztergom Vármegyei Levéltára
A Magyar Nemzeti Levéltár Komárom-Esztergom Vármegyei Levéltára (2022-ig a Magyar Nemzeti Levéltár Komárom-Esztergom Megyei Levéltára, 2012 előtt Komárom-Esztergom Megyei Levéltár) a Magyar Nemzeti Levéltár Komárom-Esztergom vármegyei tagintézménye, székhelye Esztergom. A levéltár főépülete - a korábbi szenttamási városháza - a Vörösmarty u. 7. szám alatt található, de két másik épületben is őriznek és rendszereznek régi iratokat. A levéltár illetékessége Komárom-Esztergom vármegye területére terjed ki, főképp a köziratokat alkotó szervezetekre, jogelődjeikre, illetve a jelentős személyek és családok irataira, levéltáraira. Az őrzött iratanyag nem csupán Esztergom megye, hanem Esztergom szabad királyi város levéltárának anyagát is tartalmazza, összmennyisége kb. 8500 iratfolyóméter.

## Története
Az iratanyag többségét az 1950-ben (Esztergom megye, Esztergom szabad királyi város és megyei város levéltárának összevonásával) létrehozott Komárom Megyei Közlevéltár anyaga adja. 
A török hódoltság korának zavaros közigazgatási állapota miatt és a pusztítás következtében az addig keletkezett iratanyag jelentős része megsemmisült. A legkorábbi vármegyei iratok emiatt a 17. század első feléből valók. Ezek helytörténeti szempontból felbecsülhetetlen értéket képviselnek. 
II. József közigazgatási reformja során egyesítették Komárom és Esztergom vármegyéket. A szétválasztásra 1790-ben került sor, melynek során a keletkezett iratokat is elválasztották úgy, hogy a közös anyagok eredetije Komárom vármegyéhez, a másolatok Esztergom vármegyéhez kerültek. Az első és második világháború idején bekövetkezett területi változások következtében a Komárom vármegye tulajdonában lévő iratok Csehszlovákiába kerültek, melyeket ma a Nyitrai Állami Területi Levéltárban őriz.

## A levéltárban található

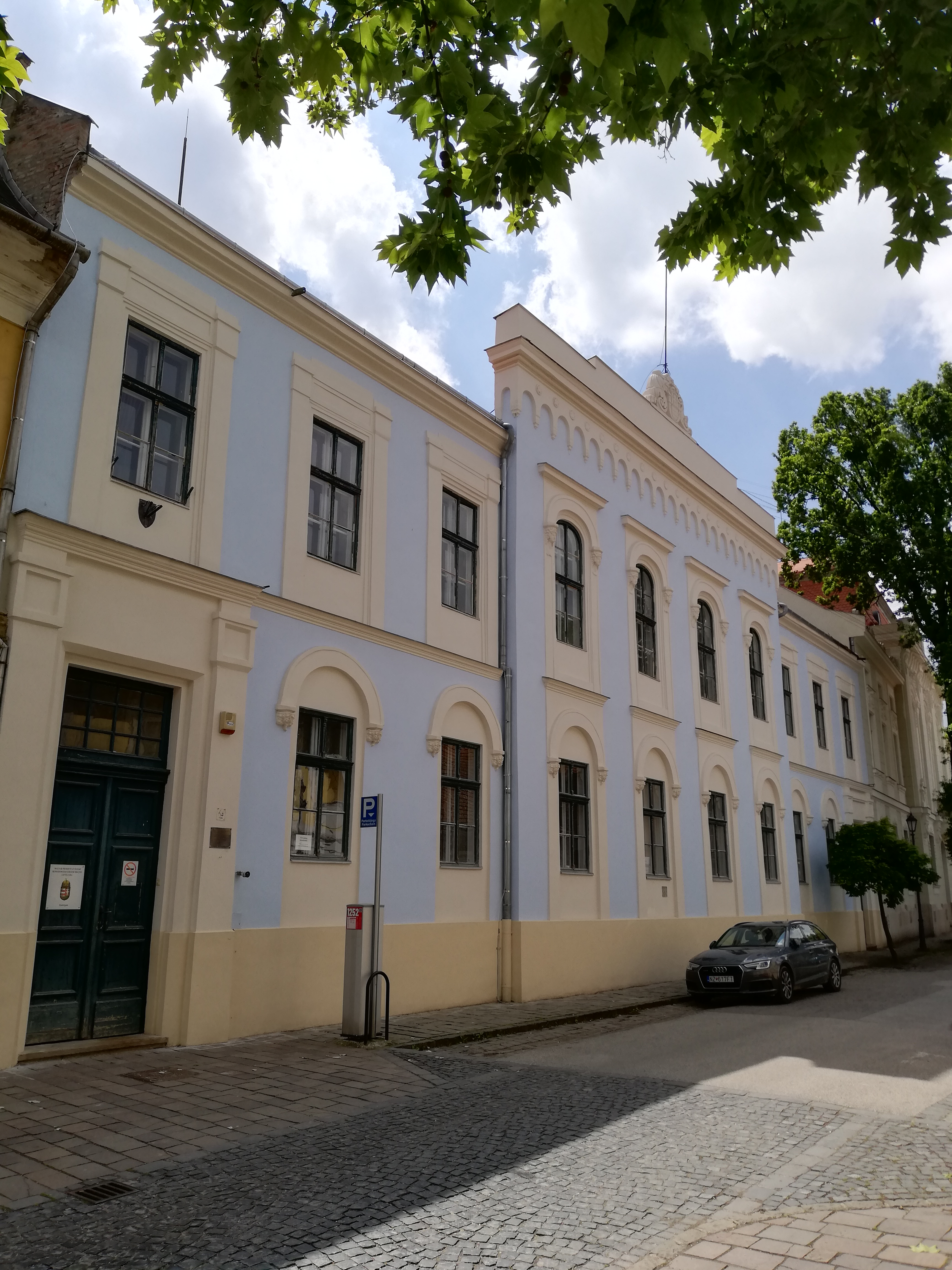
A levéltár Deák Ferenc utcai épülete

- Esztergom vármegye jegyzőkönyveinek anyaga, ami azonban nem teljes.
- Nemességi iratok, melyek a családfakutatások és a heraldika számára szolgálnak forrásként.
- A megyei törvényszék iratai, valamint a járások iratanyagai.
- A megyeszékhely Tatabányára költözetésének dokumentumai.
- Esztergom szabad királyi város iratanyaga, aminek jelentős része a török hódoltság idején elpusztult.
- A jegyzőkönyvek 1706-tól indulnak, bár szórványosan ezt megelőző iratok is megtalálhatók a gyűjteményben. Az anyag rendezett, jól kutatható, bár a két világháború közötti időszak iratai erősen selejtezettek.
- A törvénykezési ügyek külön jegyzőkönyvben szerepelnek. Az elnöki és bizalmas iratok az 1867 és 1945 közötti időszakból hiányoznak.
- Külön említést érdemel I. József 1708. évi kiváltságlevele, mely meghatározta a város közjogi helyzetét, keretet biztosított az igazgatás, gazdálkodás, igazságszolgáltatás és adózás számára. A kiváltságlevél tartalmazza a város barokk címerrajzát is; két alkalommal erősítették meg, 1725-ben és 1807-ben.
- A gyűjteményben találhatók céhlevelek, valamint Esztergom iskolavárossá és fürdővárossá válásának dokumentumai.
- Körülbelül hatvan község, zömében 20. századi iratanyaga, tanfelügyelőségek iratanyaga
- Az Esztergomi járás kataszteri felvételi iratai.
- Telekkönyvi iratok
- A Komárom Megyei Bíróság 1950 utáni anyagai
- Az 1956. október 26-án, a Sötétkapunál eldördült sortűzre vonatkozó iratok.
- Külön említendőek a Palásthy család gyűjteményéből a levéltárhoz került oklevelek, melyek közül közel 250 darab a mohácsi vész előttről származik. A családi levéltár iratokat tartalmaz Hont és Nyitra vármegyék történetére vonatkozóan.
- Nagyon látványos a térképtár is, melynek része a kéziratos térképek sorozata.

## Külső hivatkozások
- A Levéltár honlapja
- Válogatás a levéltár érdekességeiből
- A Komárom-Esztergom megyei Levéltár fondjegyzéke